# Michał Flieger
Michał Flieger (ur. 8 września 1900 w Piaskach, pow. Witkowo, zm. 4 czerwca 1959 w Poznaniu) – polski piłkarz, obrońca.

## Kariera klubowa
Był piłkarzem Goplanii Inowrocław (1918-1920), WKS 3 Pułku Poznań (1921-1923) i równocześnie Posnanii (1922-1923) oraz Warty Poznań (1924-1935), z którą w 1929 roku zdobył tytuł mistrza Polski. 

## Kariera reprezentacyjna
W reprezentacji Polski wystąpił tylko raz, w rozegranym 8 sierpnia 1926 spotkaniu z Finlandią, które Polska wygrała 7:1.
Został pochowany na Cmentarzu Junikowo w Poznaniu.

### Mecze w reprezentacji Polski w kadrze A
| L.p. | Data            | Miejsce                         | Miejsce | Gospodarz | Wynik | Gość      | Rodzaj rozgrywek | Uwagi | Źródło |
| L.p. | Data            | Stadion                         | Miasto  | Gospodarz | Wynik | Gość      | Rodzaj rozgrywek | Uwagi | Źródło |
| ---- | --------------- | ------------------------------- | ------- | --------- | ----- | --------- | ---------------- | ----- | ------ |
| 1    | 8 sierpnia 1926 | Stadion Warty przy ulicy Rolnej | Poznań  | Polska    | 7:1   | Finlandia | Mecz towarzyski  |       | [ 5 ]  |